# 计价器

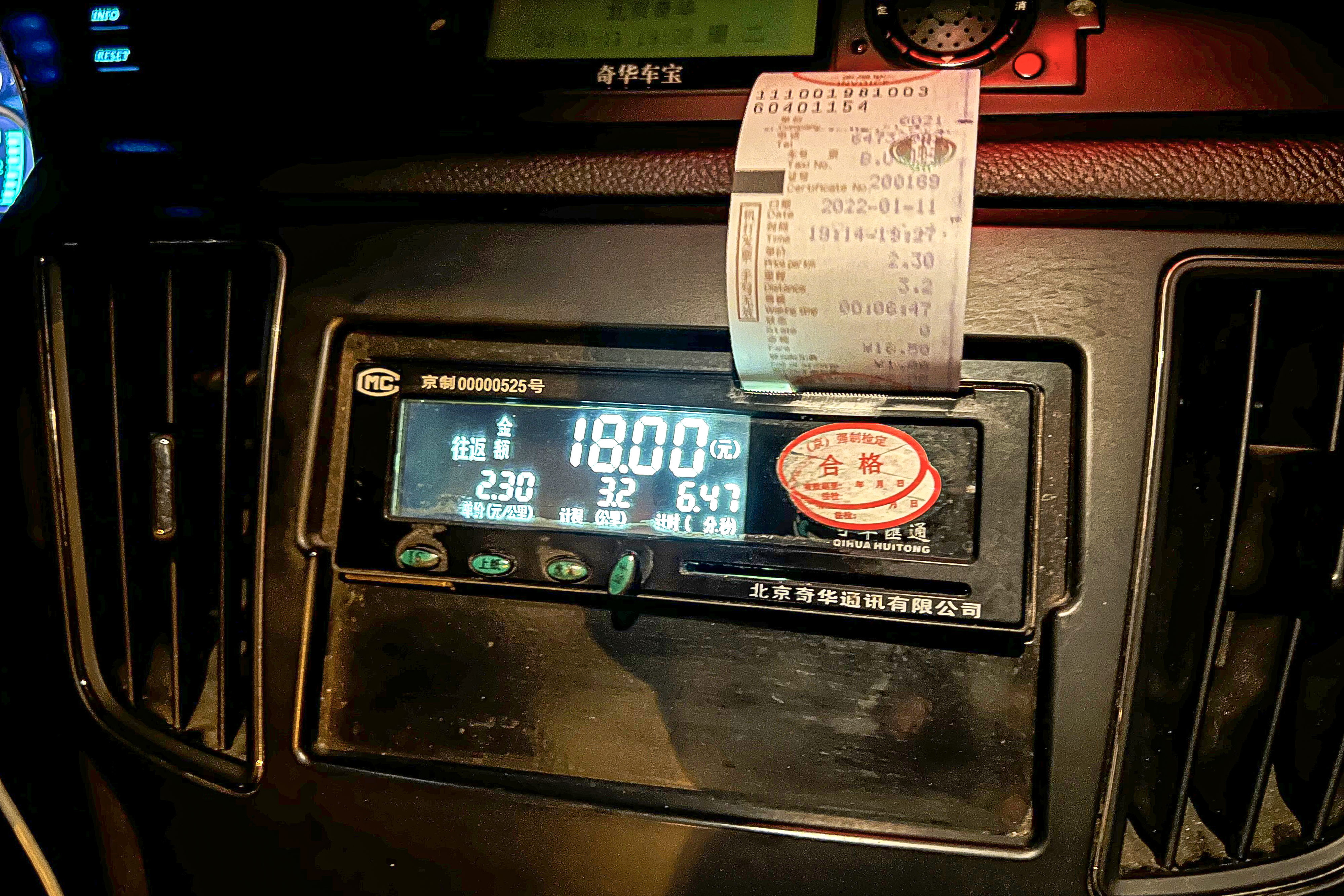
北京市一辆出租车上的计价器在行程结束时打印发票

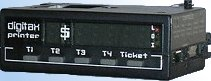
计价器

计价器又称計程錶（英語：taximeter），是安装在出租车或嘟嘟车上的电子装置，用于计算行驶距离和乘车时间叠加得出的费用。其英文缩写“taxi”已经成为出租车的转喻。